# Cainsa
Cainsa ist eine Ortschaft im Norden Uruguays. 

## Geographie
Sie liegt im westlichen Teil des Departamento Artigas in dessen 7. Sektor. Nächstgelegene größere Ansiedlungen sind Bella Unión im Norden und Tomás Gomensoro in südöstlicher Richtung. Wenige Kilometer westlich fließt der Río Uruguay.

## Infrastruktur
Durch den Ort verläuft die Ruta 3.

## Einwohner
Cainsa hat 355 Einwohner, davon sind 181 Männer und 174 Frauen (Stand: 2011).
| Jahr | Einwohner |
| ---- | --------- |
| 1963 | N.N.      |
| 1975 | N.N.      |
| 1985 | N.N.      |
| 1996 | N.N.      |
| 2004 | 420       |
| 2011 | 355       |

Quelle: Instituto Nacional de Estadística de Uruguay